# 잭 노스롭

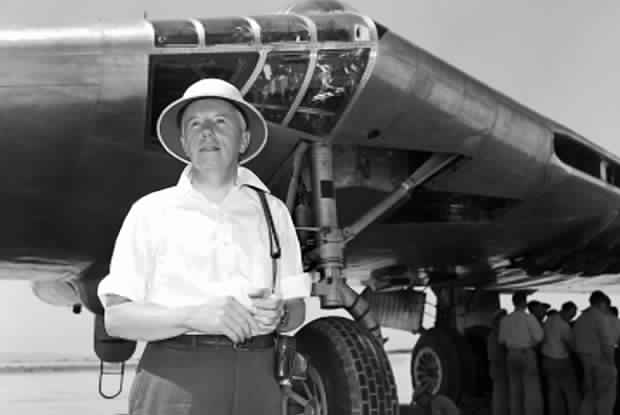
잭 노스롭

존 크누센 "잭" 노스롭(John Knudsen "Jack" Northrop, 1895년 11월 10일 ~ 1981년 2월 18일)은 미국의 사업가이자 항공 설계자이다. 1939년 노스롭을 설립했다.